# Джеймсон, Чарльз Дэвис
Чарльз Дэвис Джеймсон (англ. Charles Davis Jameson; 24 февраля 1827 Горем, штат Мэн, США — 6 ноября 1862 Олд Таун, штат Мэн, США) — американский политик и военный, бригадный генерал Союза во время Гражданской войны в США.

## Биография
Родился в Гореме, штат Мэн, США, однако семья переехала в Олд Таун, когда Джеймс был ещё ребёнком. В 1860 году вступил в Демократическую партию США. В том же году был делегатом на съезде Демократической партии от своего штата.
После начала гражданской войны добровольно вступил в армию союза. Получил звание полковника и был назначен командовать 2-м Мэнским пехотным полком. Его полк отличился в ходе Манасасской компании в первом сражении при Булл-Ран за что Джеймсон был повышен в звании до Бригадного генерала.
В течение 5 месяцев после отказался поддерживать антивоенные пикеты своей партии, за что стал известен как «воинствующий демократ». В начале 1862 года баллотировался в национальное собрание штата Мен, но выборы проиграл. После чего отказался от участия в политике и вернулся на фронт.
Был тяжело ранен в сражении при Севен-Пейс, во время лечения в госпитале заболел брюшным тифом и ему было разрешено вернуться домой в штат Мен.
Умер 6 ноября 1862 года от тифа.